# PA-327
A  PA-327 é uma rodovia brasileira do estado do Pará. Essa estrada intercepta a PA-287 em sua extremidade norte, e, em sua extremidade sul, intercepta as rodovias BR-235 e PA-463, formando um grande entrocamento rodoviário no bairro Prego Liso, na cidade de Santa Maria das Barreiras.
Está localizada na região sudeste do estado, atendendo aos municípios de Conceição do Araguaia e Santa Maria das Barreiras. 